# زاوية سيدي محرز
زاوية سيدي محرز هي زاوية تونسية واقعة في نفس النهج الذي يحمل اسم الولي الصالح محرز بن خلف الملقب بسلطان المدينة وهو مولود بمدينة أريانة بضاحية تونس في أواسط القرن الرابع هجري – العاشر ميلادي، وكان ورعا مشهورا بكرمه وتقاه. زاوية هي معلم تاريخي مصنف من قبل المعهد الوطني للتراث.